# Ranunculus georgicus
Ranunculus georgicus är en ranunkelväxtart som beskrevs av Kemul.-natk.. Ranunculus georgicus ingår i släktet ranunkler, och familjen ranunkelväxter. Inga underarter finns listade i Catalogue of Life.